# Iglesia ortodoxa africana
Iglesia ortodoxa africana es el nombre que hoy es dado a un conjunto de comunidades cristianas originarias de una misma rama, provenientes de una iglesia autoproclamada en los Estados Unidos en 1919. 
Fue el producto de un variado conjunto de procesos históricos de los múltiples movimientos religiosos que se promovieron en África, en algunos casos por la promoción de una auténtica iglesia canónica, y en otros por el surgimiento de nuevas corrientes protestantes no canónicas. Hoy en día, existen tanto en África como en los Estados Unidos, diversos grupos con este nombre que mantienen diversos estatutos canónicos, según el reconocimiento manifestado eclesiásticamente por la Comunión Ortodoxa, y según otros tipos de denominaciones cristianas, pero que en fin, todas comparten un mismo origen histórico en común.

## Historia
El punto de partida que hace desarrollo a estas denominadas iglesias, se remontan a su fundador, un antiguo sacerdote anglicano y doctor en Medicina, llamado George Alexander Mc Guire (1866-1934), que había sido durante muchos años líder del Negro work of the Protestante Episcopal Church.
El Presbítero George Alexander Mc Guire, tras un profundo deseo de emprender la iniciativa de desarrollar una iglesia, que remontara sus prácticas religiosas según una visión del estilo de las iglesias del oriente cristiano ortodoxo, se afilia junto con diversos grupos religiosos, y funda esta organización que tendría por nombre como la Iglesia ortodoxa africana.
Su sede principal estaba en Norteamérica y en el Caribe, con cierta presencia en Uganda y Kenia. El número de fieles se calculaba en unos 5.000 a fines de los años 70.
Posteriormente a esta época, y a pesar de las diversas misiones, que llevaron a la comunión ortodoxa a parte de estas comunidades, con el Patriarca greco-ortodoxo de Alejandría a partir de las constantes misiones de un Padre ortodoxo griego llamado Nicodemus Sarika, o en otras medidas, con la Iglesia Copta ortodoxa de Egipto; o inclusive con algunos sínodos de origen griego denominados como  ortodoxos Vetero Calendaristas (que no están en comunión con los Patriarcados de Honor de la Iglesia Ortodoxa, mas si guardan una relación histórica con esta), algunos de sus clérigos han permanecido en la corriente protestante episcopal, y no aceptan ingresar en la Comunión ortodoxa o las denominaciones ya mencionadas antes.
Por tanto esta última parte, la protestante, se mantiene fuera de la Comunión ortodoxa, de las Iglesias orientales, y de todas estas iglesias relacionadas históricamente, pero sin duda conectadas en relación con un solo mismo origen.

## Doctrina
Como más notoria iniciativa, esta Iglesia realiza una declaración de fe de 30 artículos donde acepta la Santa Escritura como Palabra de Dios, aceptando solo la Tradición y decisiones dogmáticas de los siete Concilios Ecuménicos. En consecuencia, también aceptan el Credo Niceno-Constantinopolitano (sin la cláusula, Filioque) y también confiesan el Credo de los Apóstoles y el de Atanasios. Reconocen a Cristo como la única cabeza de la Iglesia, y afirman también la infalibilidad de la misma; reconociendo, como ortodoxos, que el Espíritu Santo procede solo del Padre, y venerando a la Virgen María como Madre de Dios, rechazando el dogma de la Inmaculada Concepción. Afirman aceptar las tres jerarquías y los nueve coros de ángeles, así como rendir el debido culto a los santos, venerando las reliquias correspondientes y a los santos iconos.
En el plano sacramental, aceptan los siete sacramentos, la doctrina de la verdadera transubstanciación y la Presencia Real de Cristo en la Eucaristía, afirmando también el dogma de la Comunión de los Santos como requerimiento para rezar por los vivos y difuntos, rechazando de este modo cualquier idea de predestinación, declarando que tanto la Fe como las obras son necesarias para la Justificación; en cuanto a la celebración de la Divina Liturgia, afirman que es el acto central obligatorio de culto para la vida de la Iglesia. También aceptan la idea de un Juicio Particular y Universal. Al mismo tiempo, el culto bastante atractivo para los negros de origen anglicano y católico, consistiría mayormente en formas occidentales; sus sacerdotes usaban ornamentos occidentales y sus obispos el Pontifical Romano para las órdenes mayores y menores.